# Jean-Baptiste Drouet d'Erlon
Jean-Baptiste Drouet, hrabě d'Erlon (29. července 1765 v Remeši – 25. ledna 1844 v Paříži) byl francouzský generál a maršál Francie.

## Život
Jeho otec i děd byli tesaři, on sám se vyučil zámečníkem. Roku 1797 vstoupil do královské armády a sloužil v ní pět let. Poté roku 1792 se zapsal do dobrovolnického praporu a stal se pro své rozsáhlé armádní zkušenosti pobočníkem generála Lefebvrea, s nímž prodělal tažení v letech 1793–1796. Od roku 1799 brigádní generál, roku 1803 povýšen na divizního generála. V tažení 1805 velel divizi ve sboru maršála Bernadotta a účastnil se na centrálním úseku bitvy u Slavkova. V kampani 1806–1807 se vyznamenal v bitvě u Jeny a u Friedlandu. V roce 1809 se podílel na potlačení povstání v Tyrolsku. Od 1810 sloužil pod Massenou jako velitel divize ve Španělsku. Porazil anglického generála Hilla přinutil jej k ústupu k Lisabonu. Roku 1813 velel ve Španělsku armádnímu sboru a po bitvě u Vitorie ustoupil spořádaně přes Pyreneje, aby v roce 1814 patřil k předním velitelům armády maršála Soulte bránícího vstup do Francie – bitvy u l'Adouru, d'Orthezu a Toulouse. Po První restauraci se stal velitelem 16. pěší divize. V březnu 1815 byl jako spoluviník povstání v departementu du Nord zatčen a vsazen do citadely v Lille. Ve zmatku způsobeném Napoleonovým triumfálním vítáním při jeho návratu z Elby utekl z vězení a s důstojnickým sborem divize se postavil na stranu císaře. Ten jej jmenoval pairem a pověřil jej velením I. armádního sboru. V bitvě u Waterloo (18. června 1815) vedl statečně, ale takticky nešťastně hlavní útok na střed britské sestavy („úder kladiva“), který, jak známo, selhal. Po kapitulaci Paříže, se stáhl za Loiru. Zatčení se vyhnul útěkem do Bavorska. Ve Francii byl odsouzen in absentia k trestu smrti. V bavorském exilu žil poblíž Bayreuthu, a založil i provozoval pivovar. Po amnestii 28. května 1825 se vrátil do Francie a uvítal roku 1830 Červencovou revoluci. V roce 1834 převzal velení 12. pěší divize. V letech 1834–1835 byl generálním guvernérem Alžírska. Poté opět převzal velení 12. divize. V květnu 1843 byl jmenován maršálem Francie a zemřel 25. ledna 1844. Je pohřben v Reims na hřbitově Cimetière du Nord.
Jeho osobně psané memoáry „Vie militaire“ byly vydány posmrtně v roce 1844. Na jeho počest město Reims zřídilo jeho sochu vytvořenou Louisem Rochetem, která dnes stojí na rohu boulevardu Victor Hugo a boulevardu Henry Vasnier. Jeho jméno je vyryto na Vítězném oblouku v Paříži.

## Fotogalerie

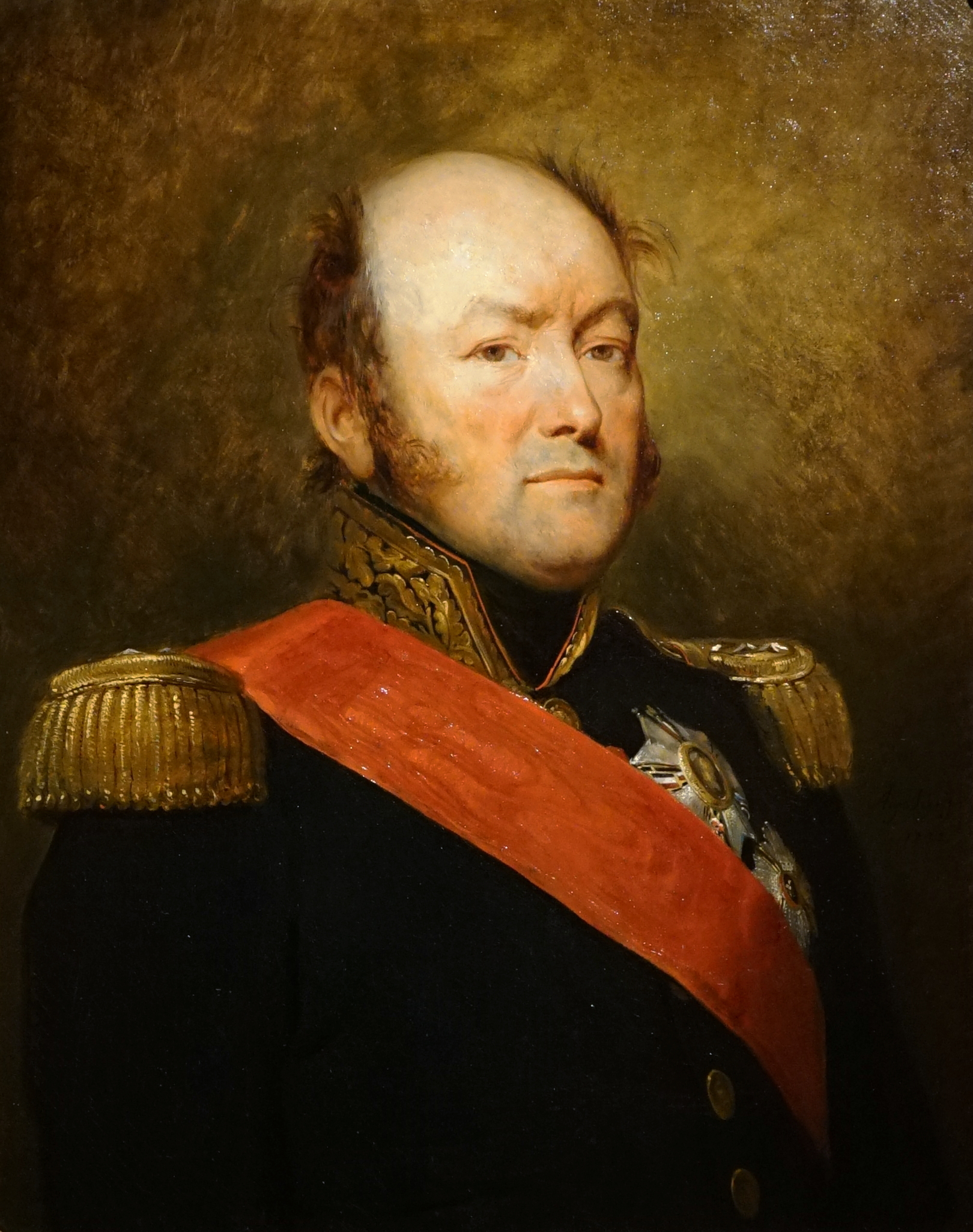
Jean-Baptiste Drouet, comte d'Erlon
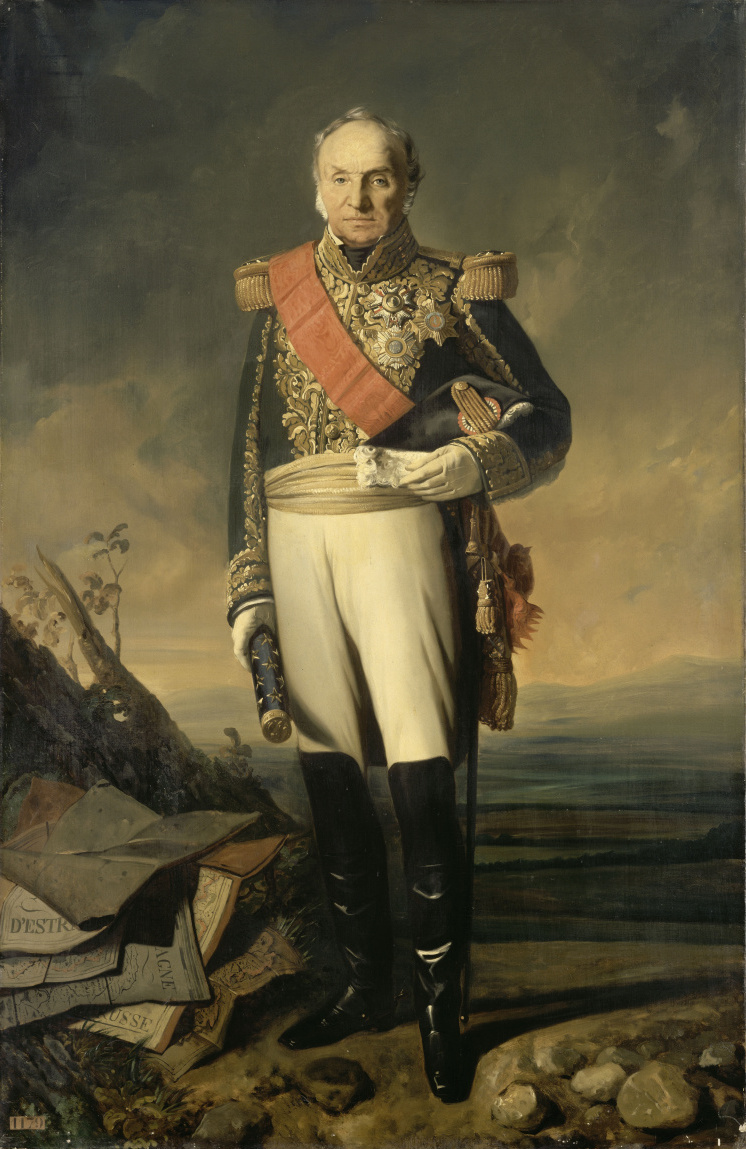
Jean-Baptiste Drouet d'Erlon
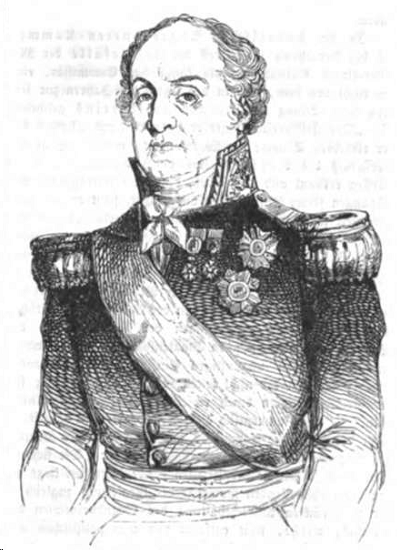
Illustrierte Zeitung (1843) – Marschall Drouet Graf d’Erlon
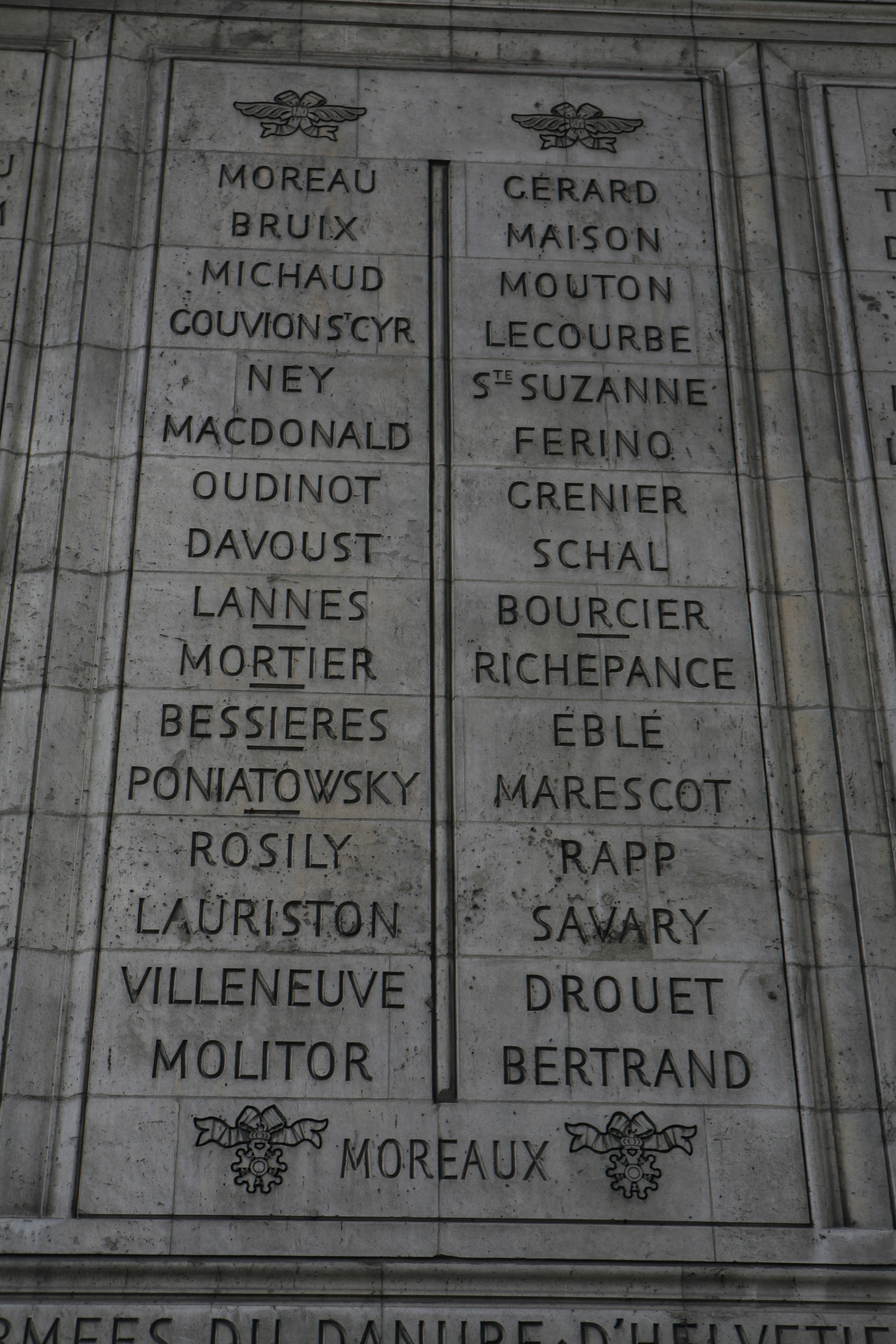
Rytina jeho jména na Vítězném oblouku (Arc de Triomphe)
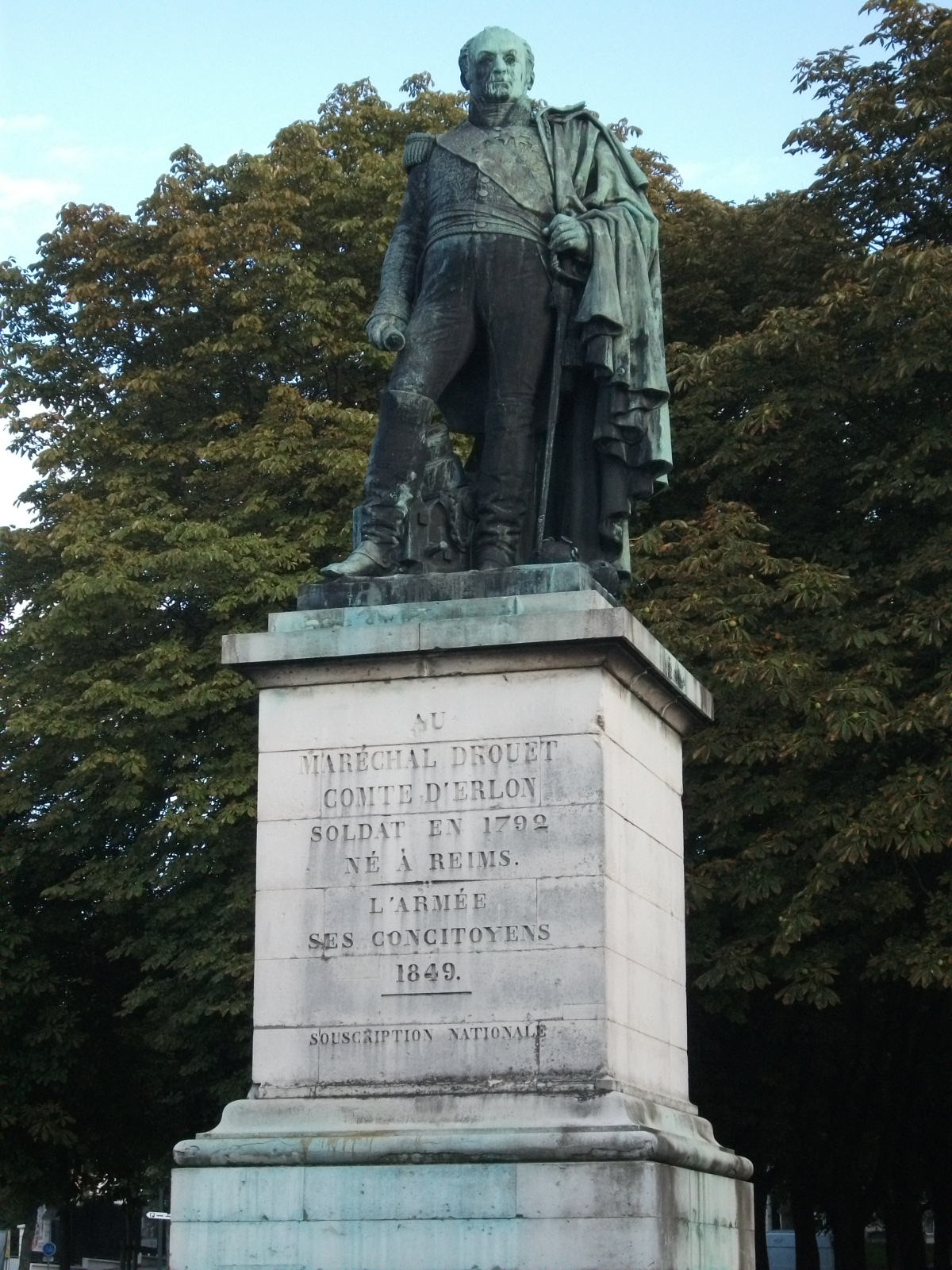
Jeho socha v Remeši
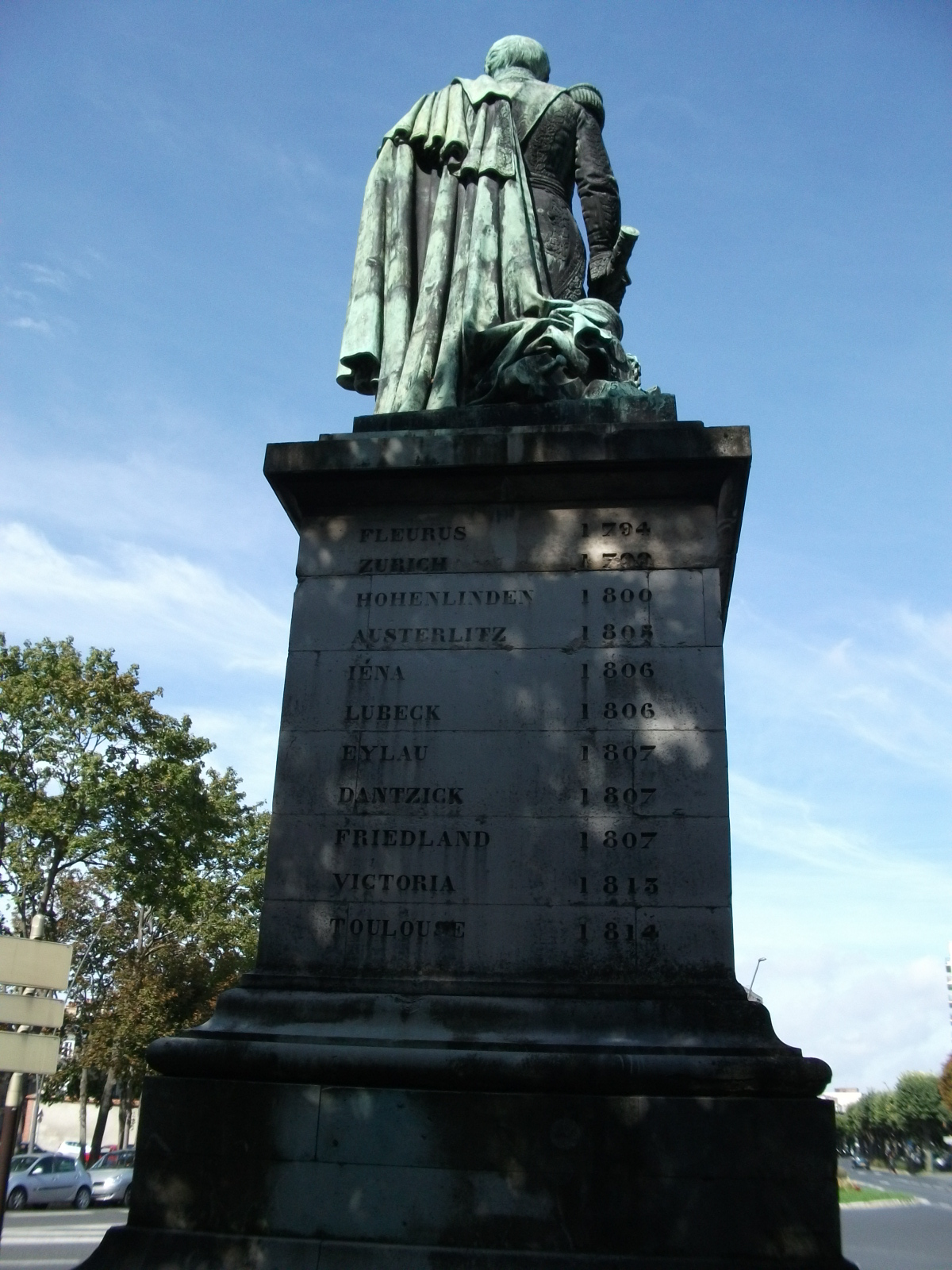
Jeho socha v Remeši zezadu
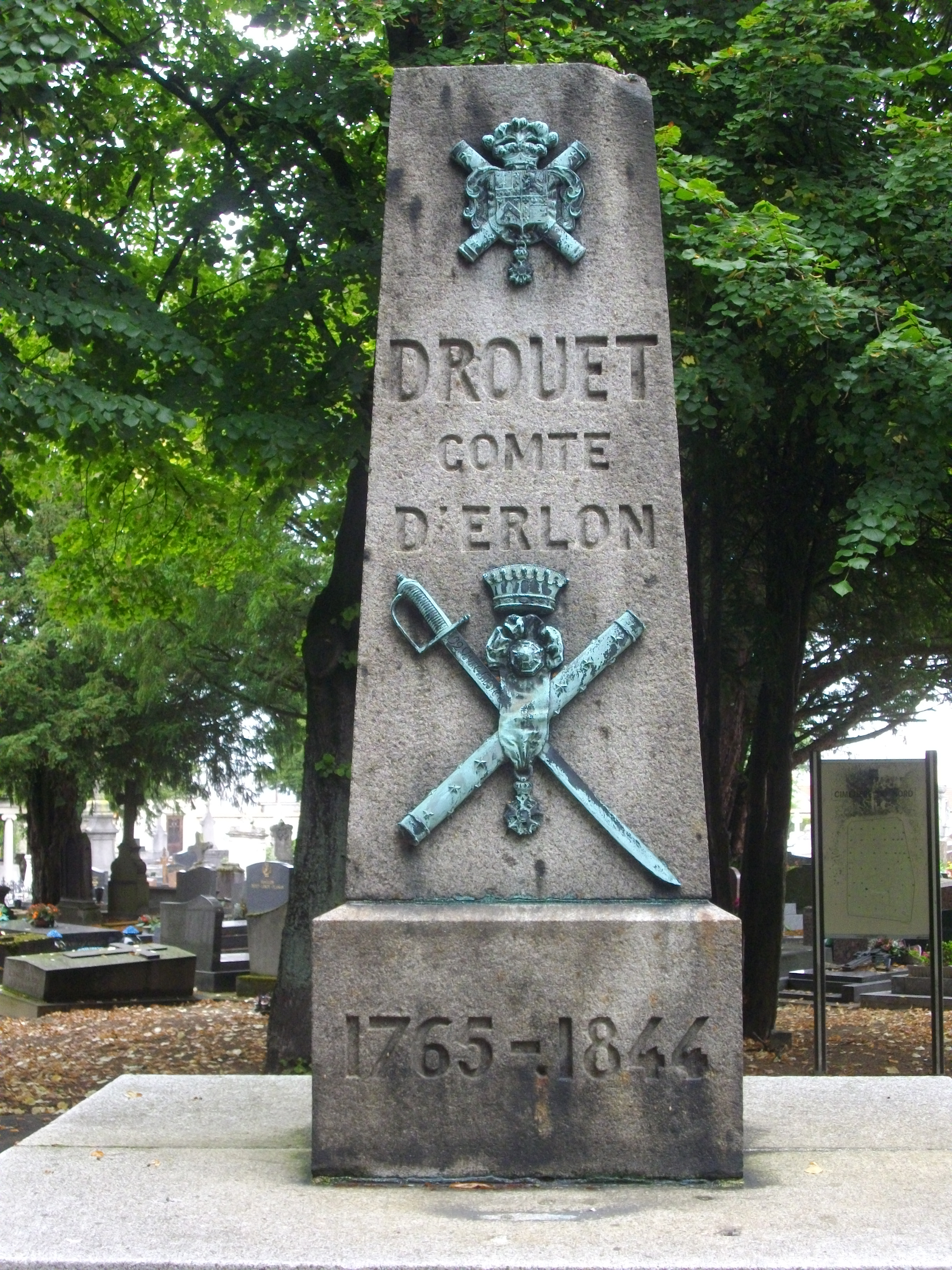
Jeho hrob v Remeši (Cimetière du Nord; Reims)